# 威廉·佩利
威廉·塞繆爾·佩利（(William Samuel Paley，1901年9月28日—1990年10月26日），哥倫比亞廣播公司董事长和奠基人，大企业家。CBS正是在他手中崛起并成长为美国著名电视网之一，因而也被称为CBS之父。

## 生平
威廉·佩利的爷爷艾薩克·佩利（Isaac Paley）是俄国富商，在基辅附近做木材生意。19世纪末，他的财富便在大多数俄国犹太人中首屈一指，由于不满俄国社会对犹太人的限制和歧视，产生移民的想法，在经过一番考察旅行后，1890年前后，佩利家族西迁。
其父萨姆·佩利靠国会雪茄公司（the Congress Cigar Company）成为烟草大亨。
威廉·佩利毕业后，成为公司副经理。1928年，萨姆·佩利拿出其家产中的40万美金，鼓励儿子大展宏图。当时萨姆·佩利和他的兄弟杰克·佩利(威廉的叔父)把烟草公司售予狄龙·里德（Dillon Read），按合同他两还得继续在烟草公司干5年。
1928年CBS被佩利家族购入。威廉·佩里成为总经理，从此，佩利的名字与CBS便不可分。
刚收购的CBS尚无自己的发射台，仅有的16个分支机构也常赔本。当时，NBC的附属台播出NBC节目时，必须付费。针对这一情况，威廉·佩里决定附属台可以免费转播，作为回报，只需附属台从广告费中抽取。很快，CBS一扫颓势，迅速崛起。改革后第一年，CBS纯利润从140万增加到470万美元，1937年达2870万美元，他在位的十年内，附属台已有114个。